# ساتور گرچ
ساتور گرچ (انگلیسی: Satur Grech; ۶ ژوئن ۱۹۱۴ – ۳۱ ژوئیهٔ ۲۰۰۱) بازیکن فوتبال اهل اسپانیا بود.
از باشگاه‌هایی که در آن بازی کرده‌است می‌توان به باشگاه فوتبال اسپانیول، باشگاه ورزشی رئال مایورکا، باشگاه فوتبال رئال مورسیا، و باشگاه فوتبال سابادل اشاره کرد.